# Randhir Kapoor
Randhir Kapoor, född 15 februari 1947 i Indien, indisk skådespelare, son till Raj Kapoor, och far till Kareena Kapoor och Karisma Kapoor. .